# 何泽华
何泽华，江苏沭阳人，中华人民共和国政治人物。

## 生平
1968年12月，何泽华成为一名知青，到江苏省泗阳县新元公社插队劳动。1970年12月进入中国人民解放军4785部队成为一名战士。1975年3月起在江苏省泗阳棉纺织厂工作，先后担任工人、团委副书记、秘书、组织宣传科科长、副厂长、党委委员。1986年8月被任命为江苏省泗阳绢纺厂党委书记、厂长。
1990年5月，何泽华进入政界，出任淮阴县副县长、县委委员。1991年8月转任淮阴卷烟厂厂长、党委书记，淮阴市烟草专卖局（分公司）局长、经理、党组书记。
1995年5月，何泽华出任江苏省烟草专卖局（公司）副局长、副经理、党组成员。
1998年8月，何泽华被调到合肥市出任合肥经济技术学院党委书记。2000年1月任安徽省烟草专卖局（公司）局长、经理、党组书记。2003年3月任安徽中烟工业公司总经理、安徽省烟草专卖局（公司）党组书记。
2003年7月，何泽华被调到中央任国家烟草专卖局副局长，2014年退休。

### 落马
2023年1月，何泽华因涉嫌严重违纪违法接受中纪委国家监委纪律审查和监察调查，7月被开除党籍、取消其享受的待遇，同月被逮捕。
2023年11月因涉嫌受贿、利用影响力受贿被大连市人民检察院提起公诉。
2024年3月22日，辽宁省大连市中级人民法院一审公开开庭审理国家烟草专卖局原党组成员、副局长何泽华受贿、利用影响力受贿一案，大连市人民检察院指控其于1998年至2023年先后利用担任江苏省烟草专卖局（公司）党组成员、副局长（副经理），安徽省烟草专卖局（公司）党组书记、局长、经理，安徽中烟工业公司总经理，国家烟草专卖局党组成员、副局长等职务上的便利，为相关单位和个人在企业经营、业务承揽、职级晋升、职工录用等方面提供帮助，非法收受他人给予的财物共计折合人民币9.43亿余元，2014年至2016年在离职后利用原担任国家烟草专卖局党组成员、副局长，江苏省烟草专卖局（公司）党组成员、副局长（副经理）等职权或者地位形成的便利条件，通过其他国家工作人员职务上的行为，为相关单位和个人在烟草业务承揽、银行揽储等方面谋取不正当利益，非法收受他人给予的财物共计折合人民币147万余元。
2024年5月29日，辽宁省大连市中级人民法院一审公开宣判国家烟草专卖局原党组成员、副局长何泽华受贿、利用影响力受贿一案，以受贿罪判处死刑，缓期二年执行，剥夺政治权利终身，并处没收个人全部财产，在其死刑缓期执行二年期满依法减为无期徒刑后，终身监禁，不得减刑、假释；以利用影响力受贿罪判处有期徒刑四年，并处罚金人民币三十万元，决定执行死刑，缓期二年执行，剥夺政治权利终身，并处没收个人全部财产，在其死刑缓期执行二年期满依法减为无期徒刑后，终身监禁，不得减刑、假释。判决书指出，何泽华受贿数额特别巨大，犯罪情节特别严重，社会影响特别恶劣，给国家和人民利益造成特别重大损失，论罪应当判处死刑，但鉴于其部分受贿系未遂，到案后如实供述罪行，主动交代办案机关尚未掌握的部分受贿及利用影响力受贿事实，认罪悔罪，积极退赃，赃款赃物已全部追缴，具有法定、酌定从轻处罚情节，故做出上述判决。